# 韓國貧困問題
根據經濟合作與發展組織（OECD）的數據，自2011年以來，老年人的相對貧困率持續下降。自20世紀中葉以來，韓國的貧困率，尤其是絕對貧困率，已經大幅下降。相對貧困率在20世紀90年代末之前也呈下降趨勢，但在亞洲金融危機後有所上升，自2010年代以來再次下降。如今，只有約2%的韓國人受到絕對貧困的影響，而在這2%中，約有14-15%是老年人，他們受到相對貧困的影響。

## 原因
首先，韓國的公共社會支出較低。2007年，韓國政府的社會支出僅佔GDP的7.6%，而OECD的平均水平為19%。這可以解釋為韓國傳統上依賴家庭和私營部門來提供這些服務。其次，韓國的二元勞動力市場，其中大量工人僅以低薪和低福利的臨時合約受雇，導致工資收入的高度不平等。

### 國民所得不均
韓國與許多其他東亞國家一樣，曾以收入和財富分配非常平等而聞名。然而，這種情況在過去幾十年中發生了變化。統計數據顯示，1990年代收入平等達到頂峰，之後便開始下降。自2016年以來，收入不平等現象有所下降。這可能部分歸因於該國快速的經濟增長。在如今競爭更加激烈的就業市場中，家庭戶長通常需要接受更高的教育，這使得農村家庭因缺乏接受高等教育的機會而難以競爭，導致城鄉地區之間的收入不平等。有些研究則將收入不平等歸因於韓國傳統家庭結構發生變化。例如單親家庭的增加以及新工作機會極度缺乏，使許多韓國家庭面臨到財務困境，甚至導致許多韓國青年直接選擇不組建家庭。

## 外部連結
- . Aljazeera. "Poverty is the number one cause of suicide among senior citizens."
- Poverty Combating Strategy in South Korea
- One quarter of South Koreans touched by poverty
- Understanding the Poverty Line, South Korea, October 2012
- Poverty worsening among South Korea's aged people